# 715. Infanterie-Division
La 715. Infanterie-Division fu una divisione di fanteria dell'esercito tedesco attiva durante la seconda guerra mondiale. 

## Storia
La divisione venne costituita l'8 maggio 1941 come divisione di occupazione, a giugno venne inviata in Francia per controllare le coste atlantiche a nord della Spagna, dove fu impegnata in compiti di guardia costiera, successivamente verso la fine dell'agosto del 1943 fu trasferita a Nizza, perché la divisione italiana di stanza nella città venne spostata. All'inizio del 1944 la divisione venne spostata in Italia dove fu schierata presso Anzio e qui dopo diversi mesi di combattimenti venne decimata dalla truppe alleate. Nel giugno 1944 si trovava a Genova dove fu ricostruita e poi schierata lungo l'Arno nella linea Gotica. Nel marzo 1945 venne spostata lungo il Fronte Orientale dove fu posizionata in Alta Slesia e impegnata in diverse battaglie difensive presso Wodzisław Śląski, Katowice e Ratibor, e verso maggio fu fatta prigioniera dalle truppe dell'Armata Rossa.

## Ordine di battaglia
715. Infanterie-Division 1941
- Reggimento di fanteria 725
- Reggimento di fanteria 735
- Dipartimento di artiglieria 671
- Unità della divisione 715

715. Infanterie-Division 1945
- Reggimento Granatieri 725
- Reggimento Granatieri 735
- Reggimento Granatieri 774
- Battaglione Fucilieri Divisionale 715
- Reggimento artiglieria 671
- Battaglione Pionieri 715
- Unità della divisione 715

## Comandanti
- Generalmajor Ernst Wening (3 maggio 1941 - 15 luglio 1942)[1]
- Generalleutnant Kurt Hoffmann (15 luglio 1942 - 5 gennaio 1944)
- Generalleutnant Hans-Georg Hildebrandt (5 gennaio 1944 - 1º agosto 1944)
- Oberst Hanns von Rohr (1º agosto 1944 - 18 settembre 1944)
- Generalmajor Hans-Joachim Ehlert (18 settembre 1944 - 30 settembre 1944)
- Generalmajor Hanns von Rohr (30 settembre 1944 - maggio 1945)